# Mosinee
Mosinee is een plaats (city) in de Amerikaanse staat Wisconsin, en valt bestuurlijk gezien onder Marathon County.

## Demografie
Bij de volkstelling in 2000 werd het aantal inwoners vastgesteld op 4063. In 2006 is het aantal inwoners door het United States Census Bureau geschat op 4078, een stijging van 15 (0,4%).

## Geografie
Volgens het United States Census Bureau beslaat de plaats een oppervlakte van 22,2 km², waarvan 20,2 km² land en 2,0 km² water. Mosinee ligt op ongeveer 355 m boven zeeniveau.

## Plaatsen in de nabije omgeving
De onderstaande figuur toont nabijgelegen plaatsen in een straal van 20 km rond Mosinee.